# Marcos Herrera Pacheco
Marcos Herrera Pacheco (Perú, 16 de diciembre de 1933) fue un político peruano. 
Participó en las elecciones generales de 1990 y fue elegido diputado por el departamento del Cusco por el partido Cambio 90. No pudo completar su periodo por el Autogolpe dado por el presidente Alberto Fujimori el 5 de abril de 1992.